# Семле, Жан-Батист Пьер де
Жан-Батист Пьер де Семле (фр. Jean-Baptiste Pierre de Semellé; 1773—1839) — французский военный деятель, дивизионный генерал (1811 год), барон (1808 год), участник революционных и наполеоновских войн.

## Биография
В 1791 году вступил добровольцем в полк волонтёров Мозеля. В качестве офицера 3-го батальона волонтёров Мозеля участвует в успешной обороне Тьонвиля в 1792 году. 25 ноября 1799 года произведён в полковники, и возглавил 20-ю линейную полубригаду. 19 августа 1800 года переведён в 43-ю в том же звании. 8 марта 1801 года возглавил 24-й полк линейной пехоты.
Принимал участие в Австрийской, Прусской и Польской кампаниях, сражался в ряжах 2-й дивизии корпуса Ожеро. Ранен при Голымине, при Эйлау его полк был практически полностью уничтожен, а сам он тяжело ранен. 21 февраля его 24-й стал полк частью дивизии Дюпона. Отличился при Фридланде. 10 ноября 1807 года произведён в бригадные генералы. 22 августа 1808 года возглавил штаб 1-го корпуса Великой Армии, с 7 сентября в составе Армии Испании. 31 июля 1811 года стал дивизионным генералом.
С 1 по 30 октября 1811 года командует пехотной дивизией 4-го корпуса Южной армии в Испании. Затем с 30 октября по 11 ноября 1811 года командир 1-й резервной пехотной дивизии той же армии. Сдал командование из-за проблем со здоровьем. С 5 февраля 1812 года командир 5-й пехотной дивизии Армии Андалусии. С 1 апреля по 25 августа 1812 года командовал осадой Кадиса.
9 января 1813 года был отозван во Францию, и с 13 июля по 25 ноября 1813 командовал 52-й пехотной дивизией в наблюдательном корпусе в Баварии, а затем в 9-м и 10-м корпусах Великой Армии. С 25 ноября 1813 по май 1814 года командовал 51-й пехотной дивизией 4-го корпуса Великой Армии.
После возвращения Бурбонов получил должность генерал-инспектора пехоты 19-го военного округа, и выполнял данные функции с 20 июня по 31 декабря 1814 года. Затем стал генерал-инспектором пехоты в 18-м и 19-м военных округах до 3 мая 1815 года.
После возвращения Наполеона с Эльбы, Семле назначается губернатором Страсбурга 3 мая 1815 года. После второй реставрации, генерал остаётся без служебного назначения, и занимается сельским хозяйством в своём имении Юрвиль. 15 февраля 1822 года избран депутатом. В том же году участвует в дуэли с генералом Лаффоном, защищая честь Великой Армии. Переизбирается в 1830 году.

## Воинские звания
- Капитан (20 августа 1791 года);
- Командир батальона (6 июня 1795 года);
- Полковник (25 ноября 1799 года);
- Бригадный генерал (1 июля 1807 года, утверждён 10 ноября 1807 года);
- Дивизионный генерал (31 июля 1811 года).

## Титулы
- Барон Семле и Империи (фр. baron  Semellé et de l'Empire; декрет от 19 марта 1808 года, патент подтверждён 1 июня 1808 года в Байонне)[1][2].

## Награды
Легионер ордена Почётного легиона (11 декабря 1803 года)
 Офицер ордена Почётного легиона (14 июня 1804 года)
 Кавалер ордена Железной короны (23 декабря 1807 года)
 Коммандан ордена Почётного легиона (22 ноября 1808 года)
 Кавалер военного ордена Святого Людовика (8 июля 1814 года)